# Solanum chacoense
Solanum chacoense är en potatisväxtart som beskrevs av Friedrich August Georg Bitter. Solanum chacoense ingår i släktet skattor som ingår i familjen potatisväxter. Inga underarter finns listade i Catalogue of Life.

## Bildgalleri

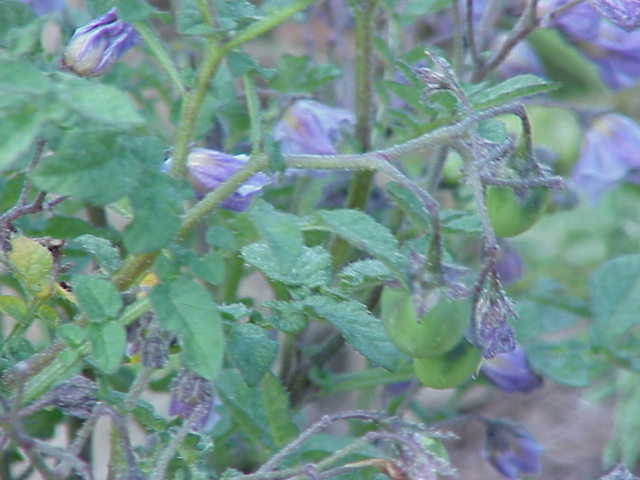
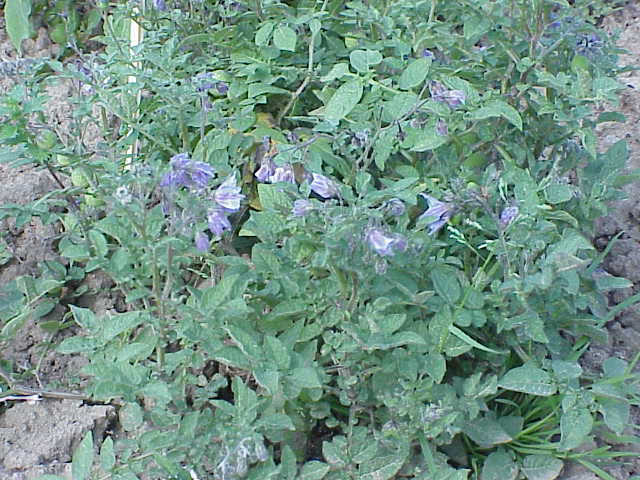